# 杉浦透
杉浦 透（すぎうら とおる、1990年9月30日 - ）は、日本のプロレスラー。
姉が2人おり、次姉は「洗顔ものまね」や三浦よし木名義での漫画家活動で知られる美術家の杉浦由梨。

## 来歴
2008年、愛知県刈谷市にあるDEPに入門。
2009年9月20日のDEP3周年記念大会にて新山勝利を相手にデビュー。
2010年5月、KAIENTAI DOJO主催の若手リーグ戦「K-METAL LEAGUE」に出場。
2012年5月6日、この日の刈谷大会を最後にDEP退団。
5月23日付けでFREEDOMSに入団し、記者会見で30日の新木場1stRINGでの佐々木貴代表との一騎討ちを直訴して対戦が実現した。8月5日、頸椎損傷により欠場となったマンモス佐々木の代打として「葛西純プロデュース第4回デスマッチトーナメント~PAIN IN LIMIT 2012~」に出場。これをきっかけとして2013年7月にデスマッチ戦線への参入を表明した。
2014年には大仁田厚率いる邪道軍から脱退したマンモス佐々木を強引にパートナーにしたタッグチームマンモスギボンバーズを結成しKFCタッグ王座争奪リーグに臨んだが敗退した。
2015年、チームでら所属のリングアナウンサーの松永郁恵と入籍。
2016年3月23日、マンモスギボンバーズのタッグでZERO1大谷晋二郎と高岩竜一を相手に対戦し杉浦が高岩を丸め込み勝利。しかし、試合中に右肩を脱臼しこの日より欠場に入る。5月2日、後楽園ホール大会の前説に登場。12日に復帰。
2016年8月23日、「ダムズフェス2016〜デスマッチあり、バーリトゥードあり、ルチャあり、ライヴあり、コントあり、宴あり〜」にて総合格闘技ルールで竹田誠志に秒殺負け（レフェリーは勝村周一朗）。
2019年10月1日、FREEDOMS後楽園ホール大会で葛西純を破りKING of FREEDOM WORLD王座(KFC王座)を初戴冠。
2021年7月5日、FREEDOMS後楽園ホール大会でビオレント・ジャックに敗北し、KFC王座陥落。10度目の防衛に失敗。
2023年8月11日、FREEDOMS横浜武道館大会でKFC王座を懸け、タッグパートナーであり王者である平田智也にデスマッチルールではなく、通常のプロレスルールで挑戦。試合中の平田智也のアクシデントによりレフェリーストップ、第19代王者となる。
2023年12月25日、FREEDOMS後楽園ホール大会で竹田誠志に敗北し、KFC王座陥落。5度目の防衛に失敗。
2024年初頭から減量を始め、2024年6月20日、FREEDOMS新木場大会では突如段ボール製のベルトを巻いて入場。「キングオブスギウラマンワールド初代王者」を名乗る。
2024年7月11日、FREEDOMS後楽園ホール大会で杉浦が「キングオブスギウラマンワールドジュニア王座（KSCジュニア王座）」、植木嵩行が「裸足王」と、それぞれの王座を提唱し、2本の段ボール製ベルトを賭けてダブルタイトルマッチを行った。杉浦が勝利し、初代KSCジュニアの防衛に成功および第5代裸足王戴冠となるが、「オレにはこのベルトはまだ早い」と即座に2つのベルトを植木に押し付け退場した。なお、KSCジュニア王座のベルトは植木によって廃棄された。
2024年8月25日、大日本プロレス豊田合成記念体育館大会に出場。長らく絡みのなかったFREEDOMSと大日本プロレスの抗争が発生。
2024年9月15日、FREEDOMS横浜武道館大会で竹田誠志に勝利し、KFC王座を戴冠、第21代王者となる。
2024年12月9日、大日本プロレス後楽園ホール大会で菊田一美にレフェリーストップで敗北し、KFC王座陥落。3度目の防衛に失敗。杉浦は試合後すぐに病院に搬送され、右首の胸鎖乳突筋一部損傷(縫合数は9針)と診断された。
2024年12月31日、大日本プロレス後楽園ホール大会で菊田一美とKFC王座を賭け再戦し勝利。第23代王者となる。年越し興行だったのもあり、試合中に2025年を迎えた。

## 得意技
右肘
右肘を相手の胸に叩き込む。相手に蛍光灯等のデスマッチアイテムを持たせるか立て掛けた状態で行う場合もある。
スウィフトドライバー
ソウルドライバー
オーバー・イージー
カナディアン・バックブリーカーの体勢で相手を自身の右肩に担ぎ上げ、相手の右肩を押し上げて半回転させながら自身も後方に倒れて体重を相手に浴びせて顔面からマットに叩きつける変形フェイスバスター。蛍光灯の破片等が散りばめられたマットに叩きつける。

## 入場曲
- 初代 : Down The Road（Plain White T's）
- 2代目 : Butter-fly（和田光司）
- 3代目 : RUNNING THROUGH THE CYBER WORLD (Rockman.EXE 15th Arrange Best Tracks)

## タイトル歴
プロレスリングFREEDOMS
- KING of FREEDOM WORLD王座：4回（第12代、第19代、第21代、第23代）

　最多連続防衛回数(9回)、最長保持期間録(643日)保持者。
- KING of FREEDOM WORLD TAG王座：3回（第13代、第19代、第21代）

　パートナーはマンモス佐々木→ 平田智也→ 正岡大介
GCW
- GCW世界タッグ王座：1回（第35代）

　パートナーは佐々木貴
DEP
- DEPタッグ王座：1回（第9代）

　パートナーは影山道雄

## 出演

### テレビ
- ファイヤーレオン第21話（TOKYO MX） - 吉祥寺ストロング道場練習生役（オカダ・カズチカのスパーリングパートナーとして登場）

### 映画
- 狂猿（2021年、SPACE SHOWER FILMS）[7]

## ネット番組出演
- Fight for your FREEDOM!（鳥越アズーリFM）